# مانی رهنما
شهرام برمکی رهنما ملقب به مانی رهنما (زادهٔ ۲۶ تیر ۱۳۵۰)، خواننده پاپ ایرانی است. وی چندین اثر از بابک بیات از جمله مرسدس، پرنده، فصل پرواز، مرگ ماهی‌ها، سقوط، مرثیه، قاب عکس و افسانه دل را نیز اجرا کرد.

## زندگی و فعالیت هنری
مانی رهنما، با نام اصلی شهرام، در تیر ۱۳۵۰ خورشیدی در نارمک تهران به دنیا آمد. او از کودکی به صوت و آواز علاقه‌مند بود و از ۱۴ سالگی با خرید یک پیانو، رسماً موسیقی را شروع نمود. در مهر ماه سال ۱۳۷۱ به نزد بابک بیات رفت و از همان‌جا کلید فعالیت هنری جدی خود را زد.
در طی ۶ سال کار با بابک بیات، اصول خوانندگی را فرا گرفت و سبک صدای خود را نیز پیدا کرد که در سال ۱۳۷۶ و در فیلم «مرسدس» به کارگردانی مسعود کیمیایی این سبک را اجرا نمود. با شعری از ایرج جنتی عطایی.
در سال ۱۳۷۷ و در اولین جشنواره موسیقی پاپ، موفق به دریافت جایزه بهترین خواننده شد. در سال ۱۳۷۷ آلبوم «مرسدس» و در سال ۱۳۷۸ آلبوم «فصل پرواز» به آهنگسازی بابک بیات و اشعاری از شهین حنانه و پیام پارسا را منتشر نمود که آهنگ پرنده از آهنگ‌های شناخته شده این مجموعه است.
در سال ۱۳۷۹ در آلبوم «بغض» دو قطعه را اجرا کرد. آلبومی که به یاد واروژان بود و آهنگسازی تمام قطعاتش از داریوش تقی‌پور بود و حمید خندان، محمدرضا صادقی و قاسم افشار دیگر خواننده‌های این آلبوم بودند.
در سال ۱۳۸۰ آلبوم «آخرین غزل» به آهنگسازی داریوش تقی‌پور را منتشر ساخت. مانی رهنما در سال ۱۳۸۹ آلبوم "کجا به خنده می‌رسیم؟" را منتشر کرد. آلبومی پیانویی، با آهنگسازی خودش و تنظیم و نوازندگی آندره آرزومانیان با ترانه‌هایی از بابک صحرایی که از جمله آهنگ‌های موفق این آلبوم می‌شود به یه پیانو یه گل سرخ، تحملم کن و کجا به خنده می‌رسیم کرد. آلبوم کجا به خنده می‌رسیم به خاطر فضای خاصش و اینکه تمام آهنگ‌هایش فقط با پیانو نوازندگی و اجرا شده‌اند یکی از آلبوم‌های خاص کارنامه هنری مانی رهنما بوده‌است. «کجا به خنده می‌رسیم» با صدای مانی رهنما و آلبوم «برف» با صدای فرهاد مهراد تنها آلبوم‌های پاپ ایرانی هستند که به صورت پیانویی به انتشار رسیده‌اند.
آلبوم «من و تو» دیگر آلبوم مانی رهنما است که در سال ۱۳۹۱ به انتشار رسید. این آلبوم به نسبت دیگر آلبوم‌های مانی رهنما از نظر موسیقی از فضایی مدرن تر برخوردار بوده و وی در این آلبوم قطعاتی با موسیقی الکترونیک هم اجرا کرده‌است. این آلبوم دارای ۸ قطعه است. آهنگساز تمام آهنگ‌ها خودش بوده و تمام تنظیم‌ها نیز از نیکان است و نیکان دو قطعه را نیز در این آلبوم آهنگسازی کرده‌است. ۴ ترانه از این مجموعه سروده بابک صحرایی و دیگر ترانه‌ها از زهرا عاملی و … است.
ترانه «فردا که شد» از آلبوم «من و تو» حاشیه‌هایی را برای مانی رهنما و ترانه‌سرای این قطعه بابک صحرایی به همراه داشته‌است. مدتی بعد از انتشار این آلبوم چندین سایت خبری از مخالفت برخی گروه‌های سیاسی با این قطعه خبر دادند و به اعتراض به آن پرداختند. بیت‌هایی از ترانه «فردا که شد» به قرار زیر است:
| فردا که شد زندگی رو شکل خودت تجربه کن  |  | این بار تو به جای ما آزادی رو ترجمه کن |
| فردا که شد رویاهاتو درگیر با توفان نکن |  | راهای رفته ما رو دوباره امتحان نکن     |

مانی رهنما از سال ۱۳۸۲ تا کنون به تدریس و پرورش هنرجویان مستعد و معرفی آن‌ها در قالب آلبوم‌هایی مثل «دهکده» با صدای کسری و «تعطیل عمومی» با صدای محسن وحیدی، پارسا حسینی و شهاب مظفری، کاوه هادی مقدم، بردیا، احمدرضا اصفهانی، بابک بهزاد، هادی معتمد، پدرام عابسی، پارسا حبیبی و فرجام، میثم خزائی و غیره پرداخته‌ است.
او در سال ۱۳۹۲ ترانه طلای روسیاه را برای حمایت از حسن روحانی بازخوانی کرد.
مانی رهنما سال ۱۳۹۶ با صبا راد مجری صدا و سیما ازدواج کرد.

## آلبوم‌ها
- مرسدس - ۱۳۷۶
- فصل پرواز - ۱۳۷۸
- اعتراض - ۱۳۷۸
- بغض - ۱۳۷۹ [خوانندگان مختلف] (به یاد واروژان)
- آخرین غزل - ۱۳۸۰
- تموم شد ترانه - ۱۳۸۲
- دلواپس تو نیستم - ۱۳۸۵
- کجا به خنده می‌رسیم؟ - ۱۳۸۹
- من و تو - ۱۳۹۱
- با خودم می‌رقصم - ۱۳۹۶
- تک آهنگ‌ها